# اهانگ یوای‌وی

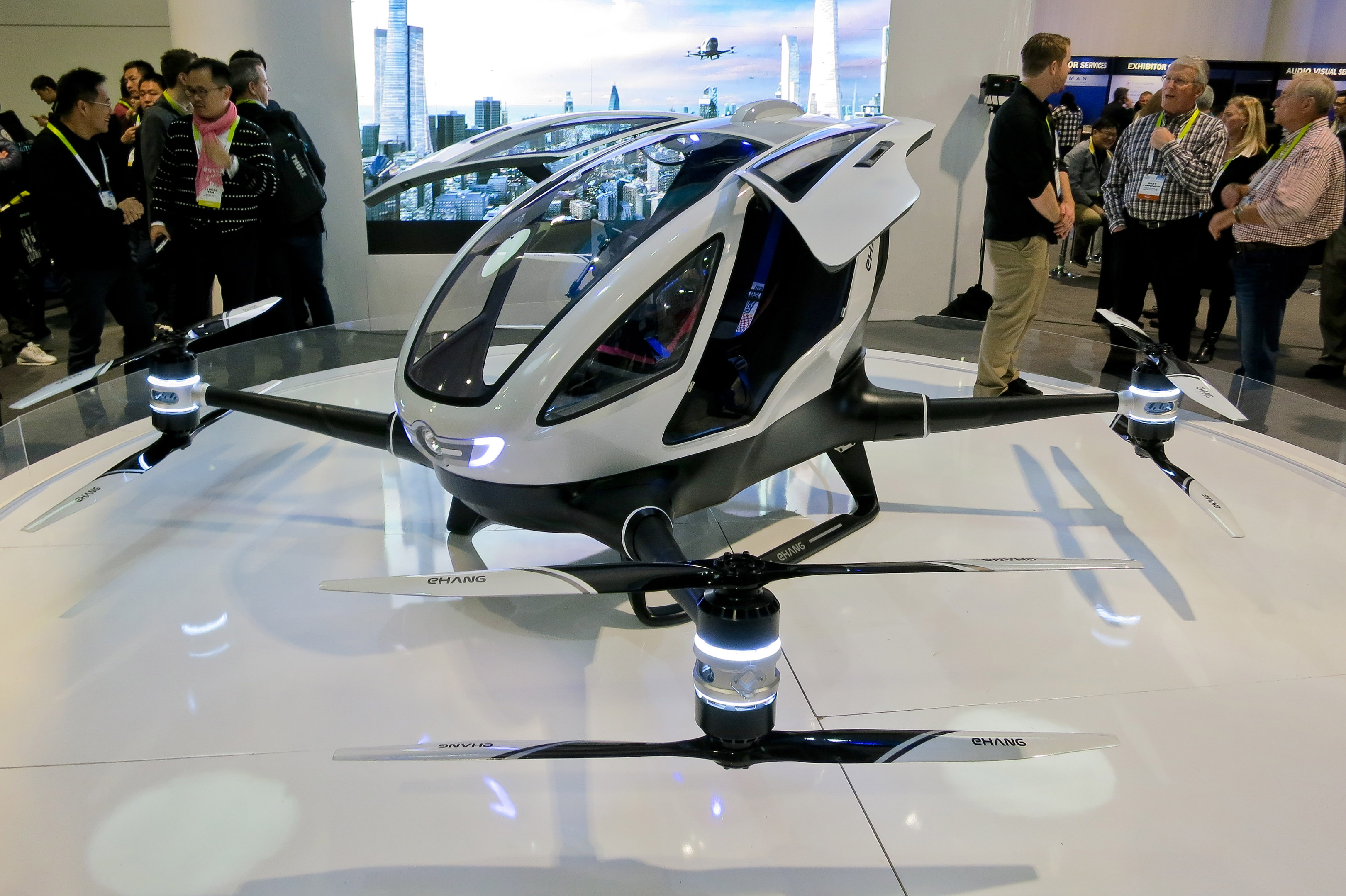
اولین پهپاد مسافربری (اهانگ ۱۸۴)

اهانگ یوای‌وی (انگلیسی: Ehang UAV) یک پهپاد توسعه یافته توسط شرکت چینی بیجینگ یی-هانگ کرییشن ساینس اند تکنولوژی (اهانگ) می‌باشد. از این پهپاد برای فیلم‌برداری، عکاسی، ماموریت‌های برآوردی و نقشه‌برداری، حمل بار و مسافر و … استفاده می‌شود. در ژانویه سال ۲۰۱۶، اهانگ اعلام کرد که موفق به ساخت اولین پهپادی که قادر به حمل مسافر است، شده است. این شرکت اعلام کرد که قصد دارد در یک همکاری با آژانس راه و ترابری دبی در سال ۲۰۱۷ یک سرویس تاکسی-پروازی خودکار را برای جابه‌جایی مسافر بدون راننده را در تابستان سال ۲۰۱۷ راه‌اندازی کند. این شرکت همچنین با همکاری با یک مؤسسه در نوادا آمریکا روی پروژه تاکسی برای جابه‌جایی یک مسافر تنها با پهپاد اهانگ ۱۸۴ را تا مدت ۲۳ دقیقه کار کرده است.